# Бороздна Іван Владиславович
Бороздна Іван Владиславович (нар. невідомо — пом. 1740) — представник козацької старшини, генеральний суддя Лівобережної України у 1731–1740 роках.

## Життєпис

### Походження
Походив з заможної старшини. Син Владислава Бороздни. Навчався у Києво-Могилянській академії. У 1716 році розпочав службу в Стародубському полку як значковий товариш. У липні 1722 року виконував функції наказного полковника. У 1725—1727 роках Іван Бороздна обіймав посаду бунчукового товариша. На чолі козаків Стародубського полку взяв участь у Сулацькому поході (1725—1729).

### Служба
У 1728 році обирається генеральним бунчужним. У 1731 році Іван Бороздна призначений гетьманом Данилом Апостолом на посаду генерального судді на місце Андронжа Кандиби. Був одним з найкращих на цьому уряді. Відзначився організаторськими здібностями, вправністю у вирішенні справ.

#### Права, за якими судиться малоросійський народ
Найбільший внесок Бороздни в історії Гетьманщини — його діяльність як голови Кодифікаційної комісії (1734—1740) над створенням збірки Права, за якими судиться малоросійський народ. Організував працю близько 80 спеціалістів з Литовського та Магдебурзького права. І.Бороздна поділив працю на 30 розділів, призначив відповідальних за кожну ділянку. 3 ним працювали Петро Валькевич, С.Столповський, В.Лисаневич й ін.
У 1734—1735 роках члени комісії працювали у Москві, у 1736—1738 роках — у Глухові. Двічі Бороздна мусив припиняти роботу через походи козацького війська: 1737 року та 1738—1739 роках. За його головування Кодифікаційна комісія підготувала текст ще у 1736 році. Пізніше проводилося редагування і витрачались сили на боротьбу з російським урядом, який зволікав із затвердженням кодексу як офіційного права Гетьманщини, так і не затвердивши його через невідповідність законам Російської імперії. Велика заслуга Бороздни в тому, що він довів працю до кінця, i неофіційно кодекс був вживаний в судах Гетьманщини.
Цей кодекс зберігся до нашого часу в багатьох списках. Виданий повністю лише 1879 року професором О.Кістяківським під назвою «Права, по которым судится малороссийскій народ», перевиданий 1997 року інститутом держави й права ім. В. М. Корецького НАНУ.